# 艾哈迈德·鲁什迪
艾哈迈德·鲁什迪（1934年4月24日—1983年4月11日），巴基斯坦的音樂家。 他是巴基斯坦回放歌手，也是“巴基斯坦电影音乐黄金时代的重要贡献者”。 被认为是南亚最伟大的歌手之一 他能轻而易举地唱出高音， 他多才多藝， 擁有独特的声音，复杂而阴暗的情感表达。 作为南亞第一位流行歌手，他在1966年的电影《Armaan》中演唱了南亚第一首流行歌曲《Ko Ko Korina》。
他出生于英屬印度海得拉巴土邦，印巴分治后移居到巴基斯坦。 鲁什迪用乌尔都语、英语、旁遮普语、孟加拉语、信德语和古吉拉特语录制了巴基斯坦电影史上最多的电影歌曲，并在20世纪50年代中期至80年代初作为回放艺术家获得了前所未有的成功。 他还以舞台表演而闻名。他在晚年健康状况不佳，在为583部发行的电影录制了大约5000首电影歌曲后，死于心脏病发作，享年48岁。除了流行音乐，鲁什迪还帮助普及了纳赛尔·图拉比的加扎勒。 他先后荣获五项奈加尔奖、“千禧年最佳歌手”称号、“终身成就奖”、“传奇奖”和“莱克斯风情奖”。
2003年，在他去世20年后，時任巴基斯坦總統佩爾韋茲·穆沙拉夫授予他Sitara-e-Imtiaz奖，以表彰他在艺术领域的杰出成就。 根据2016年《亚洲女性杂志》的调查，鲁什迪被宣布为有史以来最受欢迎的歌手。2022年，他的歌曲Ko Ko Korina出现在美剧《漫威女士》的开场，并赢得了最高收视率。
鲁什迪是巴基斯坦國歌《保佑神聖的土地》的最早的演唱者之一。